# قلعه دلکارمینه

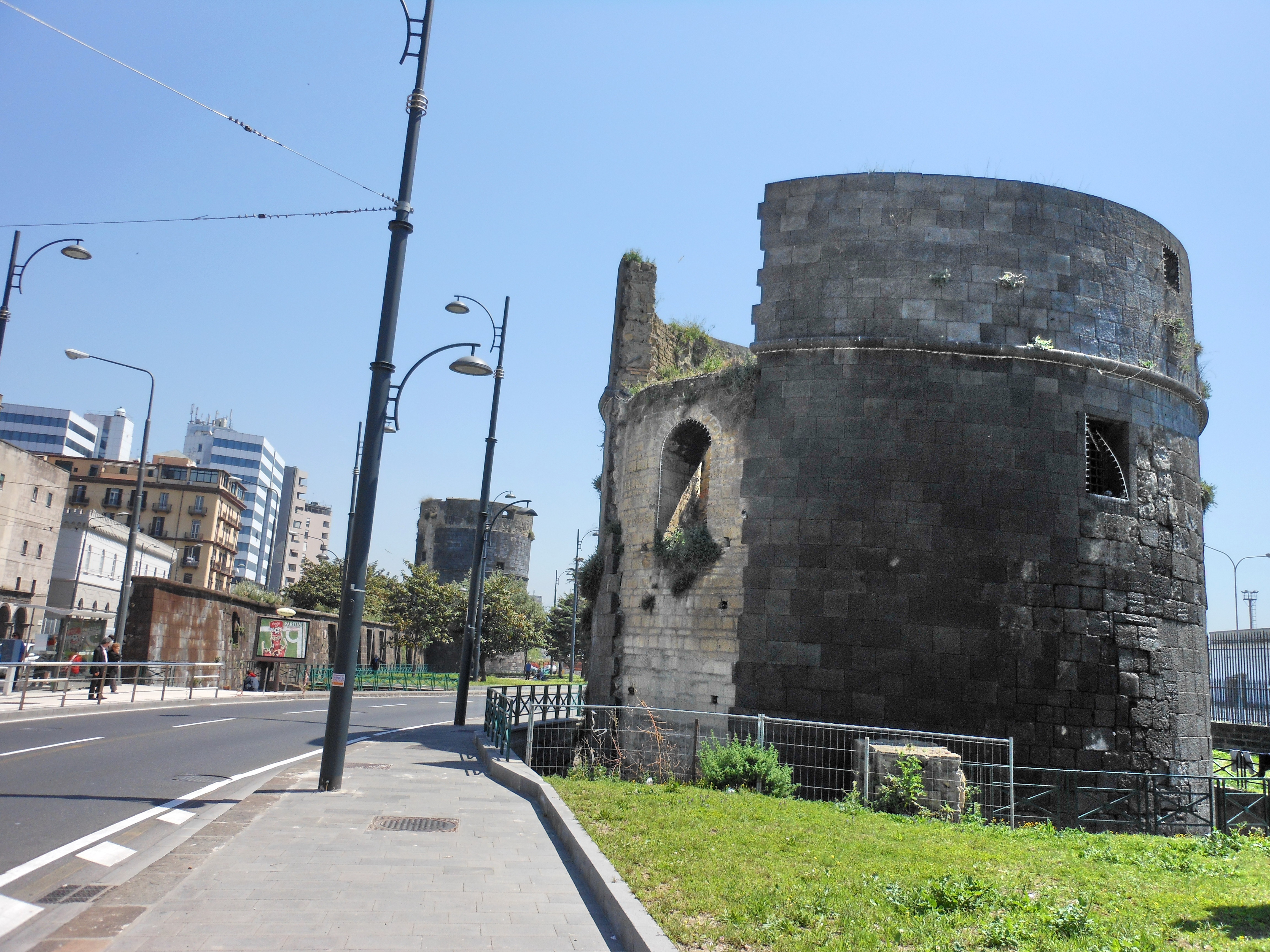
بقایای دژ دلکارمینه در ناپل

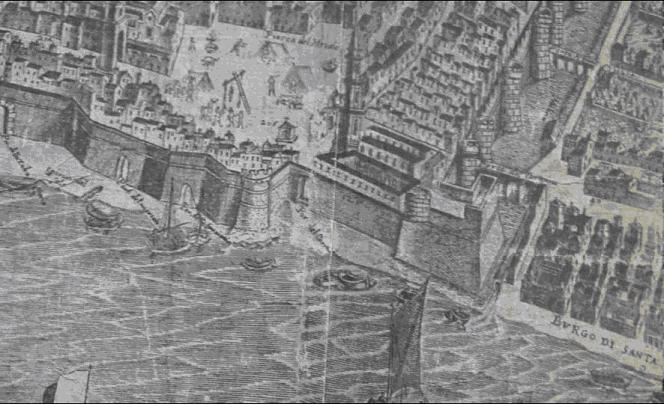
دژ دلکارمینه در یک نقشه مربوط به سال ۱۶۲۹

قلعهٔ دلکارمینه (به ایتالیایی: Castello del Carmine) دژی بود در بخش مرکاتو(به ایتالیایی: Mercato) از شهر ناپل. این دژ در سال ۱۳۸۲ میلادی توسط کارل سوم ناپل بنا شد ولی در سال ۱۹۰۶ میلادی بخشهای زیادی از آن جهت احداث یک خیابان جدید در ناپل تخریب شد.